# Dos Equis Pavilion
Der Dos Equis Pavilion (früher Coca-Cola Starplex Amphitheatre) ist ein Amphitheater in Fair Park, Dallas, Texas, Vereinigte Staaten.

## Geschichtliches
Die Veranstaltungsstätte wurde am 23. Juli 1988 als Coca-Cola Starplex Amphitheatre mit einem Konzert von Rod Stewart eröffnet. Bis zum Jahr 1998, in dem die Namensrechte ausliefen, behielt die Freiluftbühne diesen Namen. Von 1998 bis 2000 war das Amphitheater als Starplex Amphitheatre bekannt. Von 2000 bis 2008 hieß die Arena Smirnoff Music Centre. Bis 2011 wurde das Amphitheater mit einer Kapazität von 20.000 Zuschauern in das Superpages.com Center umbenannt. 2011 nahm es den Namen Gexa Energy an. Im Januar 2017 wurde die Veranstaltungsstätte erneut in Starplex Pavilion umbenannt. Im April 2018 wurde es in Dos Equis Pavilion umbenannt.
Die Stadtverwaltung von Dallas besitzt das Gebäude, welches von Live Nation Entertainment geführt und beaufsichtigt wird.
Im Jahr 1988 traten hier Eric Clapton und Mark Knopfler im Rahmen ihrer Clapton-Knopfler-Tour auf.